# Список умерших в 627 году

## Январь
- 31 января — Айдан Фернский, епископ Фернский, святой.

## Июль
- 28 июля — Ардуин из Чепрано, христианский святой.

## Сентябрь
- 28 сентября — Сихильда, королева франков, супруга Хлотаря II.

## Ноябрь
- 10 ноября — Юст Кентерберийский, первый епископ Рочестера и четвёртый архиепископ Кентерберийский, участник «Григорианской миссии».

## Декабрь
- 12 декабря — Рахзад, персидский военачальник.

## Дата смерти неизвестна или требует уточнения
- Варнахар II, майордом Бургундии (613—626/627).
- Зухайр ибн Аби Сульма, доисламский арабский поэт из племени бану музайна.
- Лахтан, аббат монастыря Ахад-Ур, святой чудотворец.
- Ремедий, епископ Кёльна.
- Сад ибн Муаз, сподвижник пророка Мухаммада.
- Стефаноз I Великий, правитель Картлийского эрисмтаварства (ок. 590—627).
- Сунновей, епископ Кёльна.
- Теоделинда, лангобардская королева, дочь герцога Баварии Гарибальда I.
- Эорпвальд, король Восточной Англии (624—627) из династии Вуффингов, святой.